# Вільгельм Фільхнер
Вільгельм Фільхнер (нім. Wilhelm Filchner; 13 вересня 1877, Мюнхен — 7 травня 1957, Цюрих) — німецький мандрівник і письменник, дослідник Центральної Азії, арктичних і антарктичних областей.

## Біографія
У 1900 році верхи подолав Памір.
У 1903—1905 роках, спільно з Альбертом Тафелем, здійснив експедицію до Західного Китаю, дослідивши район від Сініна до Тибету.
У 1910 році працював на Шпіцбергені.
У 1911—1912 роках очолив 2-у Німецьку Південнополярную експедицію, відплив на кораблі «Дойчланд» до Антарктиди. У шельфових водах Антарктики відкрив і дослідив Землю Принца Луїтпольда, де виявлена ним гігантська крижана долина розміром в 500 000 км² названа у 1912 році на його честь — Шельфовий льодовик Фільхнера.
У 1926—1928 роках Фільхнер здійснив нові експедиції до Центральну Азію, під час яких він між Таримською улоговиною і Кашміром, а також у районах між Сініном, болотами Цайдама і Тибетом провів електромагнітні та метеорологічні дослідження. Виконуючи подібні ж наукові роботи, в передвоєнні роки Фільхнер виїжджав також у Непал.
Під час Другої світової війни дослідник був інтернований англійцями в Індію, звідки повернувся до Європи у 1951 році.

## Нагороди
- Медаль Карла Ріттера (1908)
- Німецька національна премія за мистецтво і науку (1937)
- Медаль Каруса (1938)

## Бібліография
- 1903 — «Скачка через Памір» (нім. Ein Ritt über den Pamir)
- 1906—1914 — «Наукові результати експедиції Фільхнера в Китай і Тибет 1903-1905», 2 томи
- 1922 — «До шостої частини світу» (нім. Zum sechsten Erdteil. Die zweite deutsche Südpolar-Expedition.)
- 1929 — роман «Ом мані падме хум» (нім. Om mani padme hum)
- 1940 — «Бісмілла! Від Хуанхе до Інду» (нім. Bismillah! – Vom Huang-ho zum Indus)
- 1950 — автобіографія «Життя дослідника» (нім. Ein Forscherleben)